# Saur
Saur (kaz. Сауыр - Sauyr; chiń. upr. 萨吾尔山; chiń. trad. 薩吾爾山; pinyin Sàwú’ěr Shān; ros. Саур - Saur) – pasmo górskie we wschodnim Kazachstanie i północno-zachodnich Chinach (Sinciang), na południowy wschód od jeziora Zajsan i Kotliny Zajsańskiej. Rozciąga się na długości ok. 140 km. Najwyższy szczyt ma wysokość 3816 m n.p.m. Pasmo zbudowane z łupków, wapieni, piaskowców i granitów. Znajdują się tam pokłady węgla i łupków; występują lodowce górskie.